# Årviksand
Årviksand (eller Årvik) är en ort i Skjervøy kommun i Troms fylke i norra Norge. Orten ligger vid änden av fylkesväg 7940, på den norra delen av ön Arnøya.